# Yohan Roche
Yohan Roche, né le 7 juillet 1997 à Lyon, est un footballeur international béninois, qui possède aussi la nationalité française. Il évolue au poste de défenseur central.

## Biographie

### En club
Yohan Roche commence sa carrière au FC Villefranche Beaujolais, avec qui il dispute son premier match en National 2 le 1er novembre 2014 sur la pelouse du Grenoble Foot 38 (défaite 6-1).
Le 3 janvier 2017, il rejoint le Stade de Reims, mais ne dispute aucun match avec l'équipe professionnelle.
Pour la saison 2018-2019, il est prêté au Rodez AF. Roche s'impose comme titulaire dans le club aveyronnais, et est sacré champion de National.
Il s'engage définitivement en faveur du RAF le 20 juin 2019. Il dispute son premier match en Ligue 2 le 26 juillet 2019 face à l'AJ Auxerre (victoire 2-0).
À l'issue de la saison 2020-2021, Yohan Roche, en fin de contrat, annonce son départ du club.
Le 18 juillet 2021, après des essais non concluants à l'AC Ajaccio, Yohan Roche s'engage pour deux saisons en faveur de l'Adanaspor, qui évolue en deuxième division turque.

### En sélection
Né en France et d'origine béninoise par sa mère, Roche est international béninois depuis 2020. Il fait ses débuts avec les Écureuils le 11 octobre 2020 lors d'un match amical face au Gabon (victoire 2-0). Le 8 juin 2021, il inscrit son premier but en sélection face à la Zambie dans le cadre d'un match amical (match nul 2-2).

## Matchs internationaux
| Matchs internationaux de Yohan Roche | Matchs internationaux de Yohan Roche | Matchs internationaux de Yohan Roche       | Matchs internationaux de Yohan Roche | Matchs internationaux de Yohan Roche | Matchs internationaux de Yohan Roche | Matchs internationaux de Yohan Roche                                         |
| #                                    | Date                                 | Lieu                                       | Adversaire                           | Résultat                             | Compétition                          | Notes                                                                        |
| ------------------------------------ | ------------------------------------ | ------------------------------------------ | ------------------------------------ | ------------------------------------ | ------------------------------------ | ---------------------------------------------------------------------------- |
| 1                                    | 11 octobre 2020                      | Estádio Pina Manique, Lisbonne, Portugal   | Gabon                                | 0 - 2                                | Match amical                         | Entre en jeu à la place de Olivier Verdon à la 46e minute de jeu.            |
| 2                                    | 14 novembre 2020                     | Stade Charles-de-Gaulle, Porto-Novo, Bénin | Lesotho                              | 1 - 0                                | Qualifications à la CAN 2021         | Titulaire.                                                                   |
| 3                                    | 17 novembre 2020                     | Stade Setsoto, Maseru, Lesotho             | Lesotho                              | 0 - 0                                | Qualifications à la CAN 2021         | Titulaire.                                                                   |
| 4                                    | 27 mars 2021                         | Stade Charles-de-Gaulle, Porto-Novo, Bénin | Nigeria                              | 0 - 1                                | Qualifications à la CAN 2021         | Titulaire et remplacé par Moïse Adilèhou à la 46e minute de jeu.             |
| 5                                    | 8 juin 2021                          | Stade de l’Amitié, Cotonou, Bénin          | Zambie                               | 2 - 2                                | Match amical                         | Entre en jeu à la place de Moïse Adilèhou à la 64e minute de jeu, et buteur. |

## Palmarès
Rodez AF
- Championnat de France National (1) :
  - Champion : 2018-19.